# Баньйолі-дель-Триньйо
Баньйолі-дель-Триньйо (італ. Bagnoli del Trigno) — муніципалітет в Італії, у регіоні Молізе,  провінція Ізернія.
Баньйолі-дель-Триньйо розташоване на відстані близько 165 км на схід від Рима, 24 км на північний захід від Кампобассо, 22 км на північний схід від Ізернії.
Населення — 734 особи (2014).
Щорічний фестиваль відбувається 20 серпня. Покровитель — San Vitale.

## Демографія
Населення за роками:

Станом на 1 січня 2023 року в муніципалітеті офіційно проживало 39 іноземців з 8 країн, серед них 24 громадяни країн Євросоюзу.

## Сусідні муніципалітети
- Чивітанова-дель-Санніо
- Дуронья
- П'єтракупа
- Сальчито